# G.W.K.

Logo der G.W.K. Ltd.

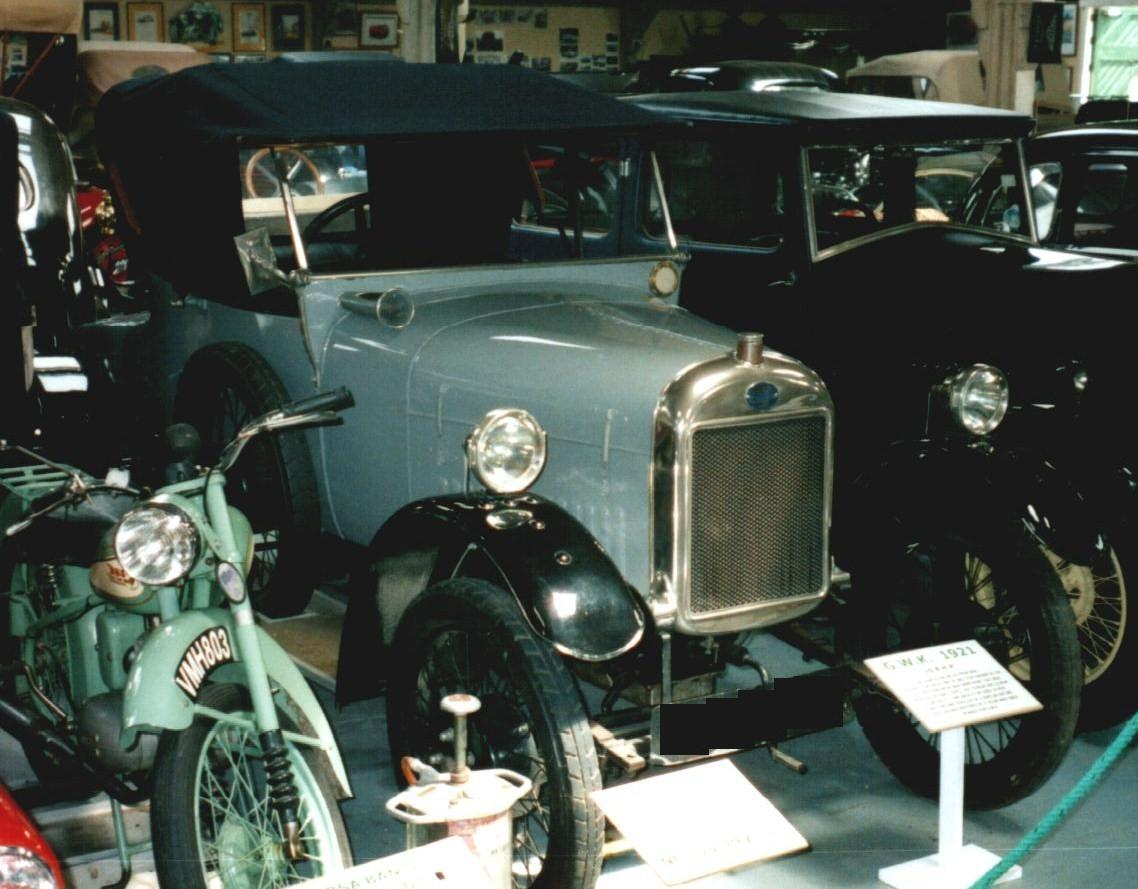
G.W.K. von 1921

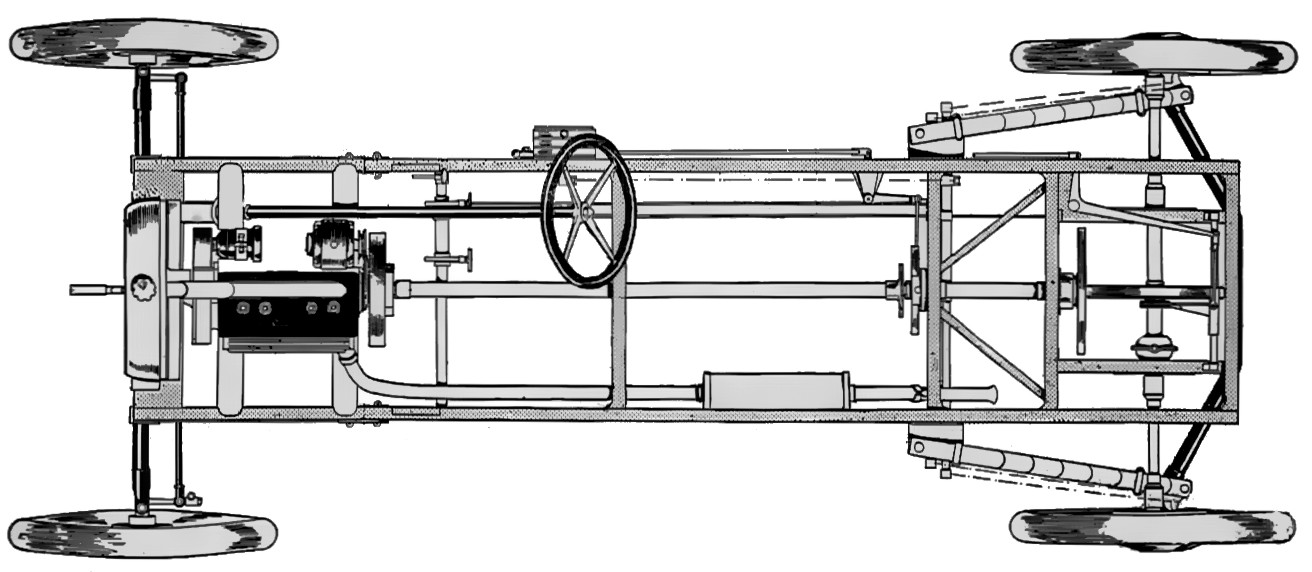
„Rolling Chassis“ eines G.W.K. vor 1919
An der Hinterachse das Reibradgetriebe

G.W.K. war ein britischer Hersteller von Automobilen.

## Unternehmensgeschichte
Das Unternehmen G.W.K. Limited begann 1911 in Datchet in Windsor and Maidenhead mit der Produktion von Automobilen. 1914 zog es nach Maidenhead. 1931 endete die Produktion. G.W.K. steht für die Gründer Arthur Grice, J. Talfourd Wood und C.M. Keiller.

## Fahrzeuge
Hergestellt wurden Cyclecars und Kleinwagen. Das erste Modell 8 HP gab es bis 1918. Es war mit einem Zweizylindermotor von Coventry Climax mit 1069 cm³ Hubraum ausgestattet und wog 292 kg. Das Nachfolgermodell 10,8 HP von 1919 bis 1923 hatte einen Vierzylindermotor von Coventry Climax mit 1368 cm³ Hubraum und 22 PS Leistung. Außerdem gab es 1922 den 9,2 HP mit einem Zweizylindermotor und 1069 cm³ Hubraum. Zwischen 1923 und 1926 wurde der 11,8 HP mit Vierzylindermotor und 1496 cm³ Hubraum angeboten. 1927 erschien erneut ein 10,8 HP mit 1368 cm³ Hubraum. Das letzte Modell G 7 von 1931 war das kleinste Modell, es war mit einem Zweizylindermotor mit 748 cm³ Hubraum im Heck ausgestattet. G.W.K. verwendete auch stufenlose Reibradgetriebe in seinen Fahrzeugen.
Ein Fahrzeug dieser Marke ist im Bentley Wildfowl & Motor Museum in Halland in East Sussex zu besichtigen.